# الن ستاجيتش
الن ستاجيتش (بالإنجليزية: Alen Stajcic)‏ (2 نوفمبر 1973 بأستراليا - ) هو مدرب كرة قدم ولاعب كرة قدم أسترالي في مركز الوسط. شارك مع منتخب أستراليا لكرة القدم للسيدات. أما مع النوادي، فقد لعب مع Bankstown City FC ‏ وBonnyrigg White Eagles FC ‏ وSutherland Sharks FC ‏.

## روابط خارجية
- الن ستاجيتش على موقع الاتحاد الدولي (مؤرشف)  (الإنجليزية)
- الن ستاجيتش على موقع الاتحاد الأوربي (الإنجليزية)
- الن ستاجيتش على موقع قاعدة بيانات كرة القدم.إي يو (الإنجليزية)
- الن ستاجيتش على موقع Soccerway.com (الإنجليزية)
- الن ستاجيتش على موقع عالم كرة القدم.نت (الإنجليزية)
- الن ستاجيتش على موقع أوليمبيديا (الإنجليزية)